# Decisión sobre prohibición en los estadios
La Stadionverbots-Entscheidung (Beschl. v. 11.04.2018, Az. 1 BvR 3080/09) (tdl. ‘Decisión sobre prohibición en los estadios’ en alemán; también conocida como Stadionverbots-Beschluss) es una decisión de 2018 del Bundesverfassungsgericht, el Tribunal Constitucional Federal de Alemania, en el que un aficionado al fútbol intentó sin éxito que se declarara ilegal su prohibición de entrar en los estadios alemanes con carácter retroactivo. En 2006, el aficionado recibió una prohibición nacional de dos años de acceso a los estadios de fútbol tras presuntamente participar en un incidente con otros aficionados. El tribunal estableció un estándar más alto para prohibir a un aficionado el acceso a todos los estadios por presunta mala conducta, declarando cierta aplicabilidad del mittelbare Drittwirkung, «la doctrina de los efectos horizontales indirectos de los derechos fundamentales», un concepto jurídico propio de la jurisprudencia europea en lo que se refiere a los derechos procesales y a la igualdad de trato de los aficionados. Siempre que exista una preocupación razonable sobre futuras perturbaciones, se permiten prohibiciones generales incluso si no se prueba que el sujeto haya cometido un delito. La decisión afectó la forma en que se evalúan otras acciones de empresas estructuralmente poderosas, en particular las de redes sociales.

## Procedimientos judiciales
La denuncia constitucional fue presentada por un aficionado del FC Bayern de Múnich y miembro de los Ultras, que con 16 años asistió en 2006 al partido de fútbol del club contra el MSV Duisburgo. Durante el partido, presuntamente participó en una confrontación verbal y física con aficionados del otro club, y estuvo entre las aproximadamente 50 personas detenidas. La denuncia penal por alteración del orden público fue desestimada por el fiscal por considerarla intrascendente. Sin embargo, el Bayern Múnich le canceló su membresía en el club y sus abonos de temporada. Además, por sugerencia de la policía local, el MSV Duisburgo dictó una prohibición de entrada al estadio, que le impedía entrar en cualquier estadio de fútbol del país hasta 2008, sin permitir que el aficionado fuera escuchado por el órgano decisorio.
La demanda comenzó con el objetivo de levantar la decisión original y continuó después con el deseo de que se determinara retroactivamente que las acciones eran ilegales. Los tribunales inferiores rechazaron la demanda y el Bundesgerichtshof (Tribunal Federal de Justicia de Alemania) consideró que la organización no podía actuar arbitrariamente y que debía respetar los derechos básicos en la medida en que estaban incluidos en el derecho civil. Pueden basar su decisión en el riesgo futuro (basado en la conducta pasada) incluso sin una condena penal, como fue el caso aquí.
El aficionado afirmó que los tribunales inferiores no tuvieron suficientemente en cuenta el Drittwirkung del Art. 3 Inc. 1 y Art. 2 Inc. 1 de la Grundgesetz (GG), lo que le llevó a su Verfassungsbeschwerde (demanda constitucional) siendo aceptada. Aunque la denuncia fue aceptada, el aficionado finalmente no triunfó ante el tribunal.
Siendo la primera vez que el tribunal consideró un caso de este tipo del Art. 3 Inc. 1 GG, el Tribunal afirmó que no existe un requisito general de no discriminación en las relaciones comerciales privadas. Por lo tanto, no existe Kontrahierungszwang general, un requisito para celebrar un contrato contra su voluntad. Según la decisión, la prohibición de estadios en sí no activaría los requisitos de igualdad; sin embargo, el impacto de esta prohibición, que se promulgó a nivel nacional debido a la cooperación entre los clubes, sí lo hizo («spezifische Konstellation»). Por lo tanto, los tribunales inferiores tienen que aplicar normas derivadas del derecho administrativo a dichos actores privados, lo que lleva a afirmar que ahora están parcialmente obligados a respetar los derechos básicos de la misma manera que lo está el Estado.

## Impacto
La sentencia modificó los requisitos de igualdad para el acceso a los actos públicos. La decisión, tomada por el pleno del Senado, que sólo se reúne cada pocos años, confirmó la aplicabilidad de la Drittwirkung a este tipo de casos, ordenando una explicación, justificación y que la persona afectada debe ser escuchada. Robert Golz, abogado especializado en derecho deportivo y de los medios de comunicación, argumentó que la importancia del fallo puede ser aplicable a una variedad de situaciones similares, como la exclusión de periodistas críticos de las conferencias de prensa o la exclusión de usuarios de las plataformas de redes sociales sin una razón adecuada.
En particular, esta decisión combinada con otras decisiones significa que las grandes y estructuralmente poderosas empresas de redes sociales como Facebook no tienen un derecho general a eliminar arbitrariamente contenido legal, sino que deben respetar los derechos procesales y el principio de igualdad, en particular brindando al usuario una explicación de la acción y el derecho a ser escuchado, si la empresa no es selectiva con sus usuarios y tiene un gran impacto en la vida social.